# Alen Lončar
Alen Lončar (Rijeka, 21. siječnja 1974. ), hrvatski plivač.
Natjecao se na Olimpijskim igrama 1996. Na 50 metara slobodno osvojio je 50. mjesto, a u štafeti 4 x 100 metara slobodno bio je 14. Na OI 2000. u štafeti 4 x 100 metara slobodno osvaja 19. mjesto.
Na europskim prvenstvima je osvojio dvije brončane (1993. i 1994.) i jednu srebrnu (1996.) medalju u štafeti 4 x 50 metara slobodnim stilom.
Bio je član riječkog Primorja.